# Итальянский бракк
Итальянский бракк, или итальянская легавая (итал. bracco italiano), — порода охотничьих собак итальянского происхождения. Универсальная подружейная собака, используется преимущественно для охоты на пернатую дичь.

## История породы
Считается, что происхождение бракко итальяно можно проследить вплоть до IV—V веков. О происхождении этих классических пойнтеров есть разные теории, но скорее всего бракки ведут свой род от молоссов и египетских собак, как и большинство европейских охотничьих собак. Итальянские бракки были популярны в средние века, их содержали при дворах Медичи и Гонзага, использовали в аристократических охотах на пернатую дичь. Бело-оранжевых бракков можно увидеть на фресках XIV века. Существовали две разновидности породы: более лёгкие, приспособленные к охоте в горах бело-оранжевые бракки происходили из Пьемонта, а более крупные бело-каштановые — из Ломбардии. Со временем в результате внутрипородных скрещиваний различия между этими двумя разновидностями стёрлись.
Согласно другой версии, итальянские бракки были выведены лишь в XVII веке на основе нескольких пород охотничьих собак, Возможно, итальянский бракк — общий предок всех европейских легавых.
На рубеже XIX—XX веков итальянские бракки практически исчезли. Важнейшая роль в сохранении породы принадлежит итальянскому заводчику Фердинандо Делору де Феррабуку (итал. Ferdinando Delor de Ferrabouc, 1838—1913), охотнику, судье-кинологу, редактору специализированных журналов, одному из основателей Итальянского Кеннел-клуба и автору первых набросков стандарта породы.
Стандарт породы в Италии был принят 19 февраля 1949 года. Международная кинологическая федерация признала породу в 1956 году. В Великобритании итальянские бракки впервые появились в начале 1990-х годов, Английский Кеннел-клуб признал породу в 2000 году. 
В США порода с 2001 года числится в регистре Foundation Stock Service, занимающемся редкими и непризнанными породами, а с 2010 года итальянские бракки получили право выступать на кинологических мероприятиях собак-компаньонов. Охотничьи общества в США признают итальянского бракка наряду с другими охотничьими собаками.
Бракко итальяно дважды становились победителями Всемирных выставок собак FCI (World Dog Show) — в 2000 (Милан, Италия) и 2006 (Познань, Польша) годах.

## Внешний вид

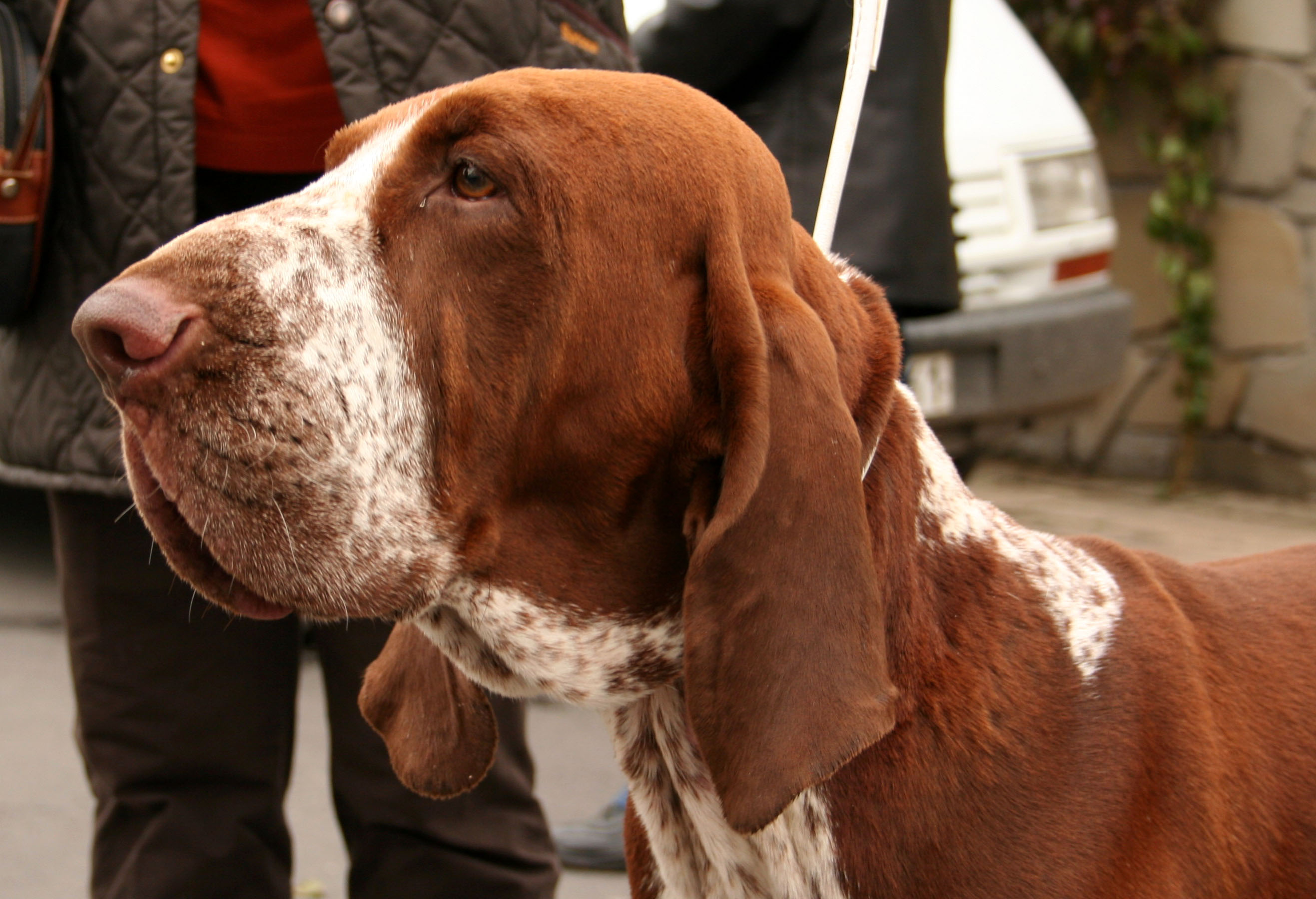

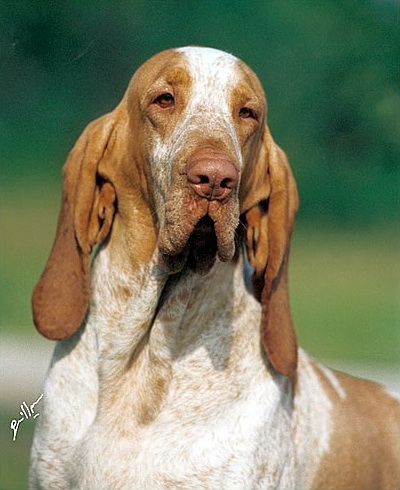

Итальянский бракк — мощная собака атлетического сложения, квадратного формата, мускулистая, крепкая, но стройная. Хорошо наклонённые длинные лопатки и мускулистая холка обеспечивают хороший вымах передних конечностей в движении. Спина крепкая, грудь глубокая. Лапы овальные, когти крепкие. На задних конечностях обычны прибылые пальцы, иногда двойные. Хвост средней длины, у основания широкий и сужающийся к концу, в движении несётся чуть выше спины, традиционно купируется до длины 15—20 см. Голова очень характерная, «скульптурная», прямоугольная, узкая, с выпуклым черепом, выраженным затылочным бугром и заметными надбровными дугами. Стоп сглажен, мочка носа объемная, верхние губы отвислые, уши длинные и висячие, глаза коричневые или цвета охры, овальные. Породе свойственно характерное серьёзное выражение. Облик итальянского бракка, в отличие от других подружейных собак, отчётливо напоминает облик гончей, в нём есть черты бладхаунда и бассета.
Шерсть короткая, плотная, блестящая, довольно жёсткая, не требующая сложного ухода. Наиболее распространённый окрас — белый с янтарно-оранжевыми, палевыми или каштановыми пежинами на голове, ушах, по корпусу и у основания хвоста, распространён крап. Ценится симметричная цветная маска на морде. Стандарт предусматривает также белый и каштаново-чалый окрасы. Чёрный цвет в окрасе, трёхцветные раскраски не допускаются.
Итальянский бракк отличается исключительно эффективными, свободными и размашистыми движениями на рыси, с мощным толчком. Голова в движении держится выше уровня спины.

## Темперамент
Итальянская легавая — энергичная собака, нуждающаяся в серьезных физических и умственных нагрузках, долгих прогулках с возможностью свободно бегать по большой территории. Без достаточно интенсивных занятий может стать неуправляемой. Бракки хорошо обучаются, но в работе с ними требуются мягкость и постоянство. Считается, что бракки очень чувствительны и не выносят жёсткого обращения, упрямы, но уравновешены и послушны.

## Использование
Итальянский бракк — стильный и азартный охотник, обладающий отличным чутьём. До распространения ружейной охоты бракк должен был обозначить стойкой найденную дичь, дождаться, пока охотник изготовит сеть или сокольничий выпустит ястреба и по команде вспугнуть птицу. Сейчас бракк поднимает дичь под выстрел, а затем приносит её, не повреждая; навык подачи дичи был развит лишь с распространением ружейной охоты. Помимо птицы, итальянский бракк используется и в охоте на другую мелкую дичь, может работать по кровяному следу.
В 1937 году в Италии был опубликован так называемый «Стандарт Пастроне», в котором детально излагались требования к охотничьей технике бракка. Требовалось, чтобы собака в поиске двигалась широким, не менее 100 метров, челноком, резвой размашистой рысью, и только возвращаться с уже обследованной территории к охотнику для выхода на новый поиск допускалось галопом. Традиционно купированный хвост во время поиска должен быть поднят вверх и оживлённо вилять. Причуяв дичь, бракк прекращает поиск, осторожно выходит на линию запаха, высоко держит голову, приподнимает уши, хвост напряжённо замирает. Собака подкрадывается к дичи без малейшего шума, всем корпусом, от кончика носа до кончика хвоста, указывая направление на неё. Бракк в стойке являет сплав благородства, внимательности, выдержки, напряжённости и устремлённого вперед баланса, шея чуть приподнята, а голова слегка опущена к земле.
Итальянский бракк не только отличный охотник, но и прекрасный компаньон, умный и лояльный. Однако эта порода требует постоянных физических и умственных нагрузок и поэтому не рекомендуется людям, не имеющим опыта содержания собак. Собака более пригодна к жизни за городом, чем в городской квартире.

## Здоровье
Итальянские бракки считаются здоровыми собаками, из наследственных заболеваний в породе Паджетт указывает лишь на болезнь Виллебранда. Однако, как и другие крупные породы, они предрасположены к дисплазии тазобедренных и локтевых суставов. При обильном кормлении сразу после физических нагрузок возможен заворот желудка.